# Neuville-aux-Bois
Neuville-aux-Bois ist eine französische Gemeinde mit 4984 Einwohnern (Stand 1. Januar 2022) im Département Loiret in der Region Centre-Val de Loire. Sie gehört zum Arrondissement Orléans und zum Kanton Pithiviers. Sie ist zudem Sitz des Gemeindeverbandes La Forêt.

## Geografie
Neuville-aux-Bois liegt 20 Kilometer nordöstlich von Orléans und 100 Kilometer südlich von Paris. Südlich der Gemeinde breitet sich der Forêt d’Orléans, ein etwa 150.000 Hektar großes Waldgebiet, aus. Im östlichen Gemeindegebiet verläuft das Flüsschen Laye du Nord, ein Zufluss der Essonne.
Zu Neuville-aux-Bois gehören die Ortsteile und Weiler La Rive du Bois, Le Cas Rouge-Haihault, Les Bouchets, L’Hervilliers, Puiseaux, Roulin und Saint-Germain-le-Grand.

## Bevölkerungsentwicklung
| Jahr                       | 1962 | 1968 | 1975 | 1982 | 1990 | 1999 | 2007 | 2018 |
| Einwohner                  | 2396 | 2809 | 3288 | 3593 | 3870 | 3874 | 4005 | 4858 |
| Quellen: Cassini und INSEE |      |      |      |      |      |      |      |      |

## Verkehr
Die Autoroute A19 verläuft unmittelbar nördlich von Neuville-aux-Bois, die Autoroute A10 (Europastraße 5) von Orléans nach Paris verläuft westlich in etwa 15 Kilometern Entfernung.

## Persönlichkeiten
- François Maupu (* 1939), römisch-katholischer Bischof von Verdun
- André Lemaire (* 1942), Theologe, biblischer Historiker, Archäologe und Philologe
- Augustin Legrand (* 1975), Schauspieler
- Damien Plessis (* 1988), Fußballspieler